# Alexander Saberschinsky
Alexander Saberschinsky (* 1968 in Bad Ems) ist ein deutscher Liturgiewissenschaftler.

## Leben
Saberschinsky studierte von 1989 bis 1994 Katholische Theologie an der Theologischen Fakultät Trier, wo er 2001 promoviert wurde, und von 1990 bis 1996 Germanistik an der Universität Trier. Von 2001 bis 2006 war er Bibliothekar des Deutschen Liturgischen Instituts in Trier.
Seit 2006 ist er Referent für Liturgie in der Hauptabteilung Seelsorge des Erzbischöflichen Generalvikariats Köln. Seit 2008 war er Lehrbeauftragter, seit 2015 ist er Honorarprofessor für Liturgiewissenschaft am Fachbereich Theologie der Katholischen Hochschule Nordrhein-Westfalen, Abteilung Paderborn. Seit 2019 lehrt er als Dozent für Liturgiewissenschaft an der Kölner Hochschule für Katholische Theologie.

## Veröffentlichungen (Auswahl)
- Warum die Guten nicht die Dummen sind. Katholische Soziallehre heute. Paulinus Verlag, Trier 1999, ISBN 3-7902-0086-7.
- Die Begründung universeller Menschenrechte. Zum Ansatz der Katholischen Soziallehre. Schönigh, Paderborn 2002, ISBN 3-506-70245-9.
- Der gefeierte Glaube. Einführung in die Liturgiewissenschaft. Herder, Wien 2006, ISBN 3-451-28947-4, 2. Aufl. 2013.
- La liturgia, fede celebrata. Introduzione allo studio della liturgia. Ed. Queriniana, Brescia 2008, ISBN 978-88-399-2183-3.
- mit Klaus Peter Dannecker: Neues Leben aus Wasser und Geist. Zur Vorbereitung der Kindertaufe. Herder, Wien 2008, Neuausgabe 2017, ISBN 978-3-451-37704-4.
- Einführung in die Feier der Eucharistie. Historisch – Systematisch – Praktisch. Herder, Freiburg/Wien 2009, ISBN 978-3-451-29884-4.